# Heinrich Schmidt (General)
Heinrich Schmidt (* 26. Februar 1788 in Kassel; † 26. Juni 1850 ebenda) war ein kurfürstlich hessischer Generalmajor und Kriegsminister.

## Leben
Nach dem Willen seiner Eltern sollte er Jurist werden. Aber die Einführung der Wehrpflicht im Königreich Westphalen führte dazu, dass er 1808 in das Garde du Corps kam, bald danach aber in das Bataillon der Chasseurs-Carabiniers. Er nahm mit dem Regiment am fünften Koalitionskrieg teil und kämpfte in Sachsen und Böhmen. Im Jahr 1811 wurde er Capitaine adjutant-major. Er nahm an Napoleons Russlandfeldzug teil, wo er sich das Kreuz der Ehrenlegion und den Orden der Westphälischen Krone erwarb. Nach der französischen Niederlage bei Leipzig besetzten die Russen Kassel und das Königreich Westphalen wurde aufgelöst. Schmidt wechselte in die kurhannoverische Armee und kam als Hauptmann zum Jägerkorps des Generals Graf Kielmansegg. Er kämpfte an der Niederelbe gegen Franzosen und Dänen. Nach der Auflösung des Korps und der Restauration von Kurhessen ging er in die kurhessische Armee. Hier war er zunächst Hauptmann im Jägerkorps und nahm an den Blockaden von Diedenhofen und Metz teil. Im Sommerfeldzug von 1815 kämpfte er dann in Nordfrankreich. Bei der Belagerung von Montmédy nahm er zusammen mit 800 Hessen, Preußen, Weimaranern und Waldeckern am Sturm auf die Unterstadt Médybas teil. Für seine dabei gezeigte Tapferkeit erhielt er den Orden vom Eisernen Helm und den preußischen Orden Pour le Mérite.
Nach dem Krieg wurde er 1821 als Major Kommandeur des Gardejägerbataillons, 1823 dort Oberstleutnant und 1832 Oberst. Im Jahr 1834 wurde er stellvertretender und 1838 Chef des Generalstabes. Bereits seit 1832 vertrat er die Interessen der Regierung bei den Verhandlungen über Militärangelegenheiten, seit 1834 führte er auch den Vorsitz in der Militärstudien- und Examinationskommission. In dieser Zeit stieg er auch weiter auf, bis er 1841 Generalmajor wurde. Ab Juni 1842 war er Vorstand des Kriegsministeriums, ab 1845 auch tatsächlicher Kriegsminister. Die Unruhen von 1848 führten zu seiner Ablösung als Kriegsminister. Während seiner Zeit als Minister war er an den meisten Arbeiten und Anordnungen beteiligt, welche das Militär betrafen. Dabei hat er sich aber immer als das ausführende Organ des Regenten gesehen.

## Weblink
- Schmidt, Heinrich. Hessische Biografie. (Stand: 17. September 2024). In: Landesgeschichtliches Informationssystem Hessen (LAGIS).

| Personendaten    | Personendaten                                           |
| ---------------- | ------------------------------------------------------- |
| NAME             | Schmidt, Heinrich                                       |
| KURZBESCHREIBUNG | kurfürstlich hessischer Generalmajor und Kriegsminister |
| GEBURTSDATUM     | 26. Februar 1788                                        |
| GEBURTSORT       | Kassel                                                  |
| STERBEDATUM      | 26. Juni 1850                                           |
| STERBEORT        | Kassel                                                  |